# Timandra dichela
Timandra dichela là một loài bướm đêm trong họ Geometridae.